# Syzygospora mycetophila
Syzygospora mycetophila är en lavart som först beskrevs av Peck, och fick sitt nu gällande namn av Ginns 1986. Syzygospora mycetophila ingår i släktet Syzygospora och familjen Carcinomycetaceae.   Inga underarter finns listade i Catalogue of Life.